# Robert Goffinet
Pour les autres membres de la famille, voir Famille Goffinet.
Robert Goffinet (1886-1945), petit-neveu d'Adrien, petit-cousin Constant et Auguste Goffinet, est surtout connu pour avoir été le principal collaborateur du prince Charles de Belgique, régent du Royaume durant la Question royale.

## Carrière militaire
Robert Goffinet termine la Première Guerre mondiale en tant que capitaine de cavalerie de l'armée belge, mais blessé, il gardera tout le reste de sa vie un bandeau noir sur l'œil qui le rendra très reconnaissable.

## Carrière au Palais royal
Albert Ier de Belgique l'appelle en tant qu'intendant de la Liste civile, c'est-à-dire en Belgique, le gestionnaire principal de la somme allouée aux souverains pour les frais de fonctionnement inhérents à leur fonction.
C'est au cours de cette période qu'il se lie d'amitié avec le fils cadet du roi, le prince Charles de Belgique, comte de Flandre. Celui-ci est doté d'un caractère fantasque et artiste ; il ne s'entend guère avec son frère aîné, le prince Léopold, futur Léopold III de Belgique.
Le roi fera Goffinet baron par arrêté royal en 1930, mais l'intendant ne relèvera jamais les lettres patentes. Pourtant, à la cour, il se verra toujours appelé par ce titre non officiel.

## Au service du comte de Flandre
À la mort du roi Albert, Robert Goffinet se met au service du prince Charles et en devient le principal collaborateur. Lorsque le pays est envahi par l'Allemagne en 1940, le prince est colonel du 1er régiment des Guides, et après la reddition, Charles et Robert Goffinet restent tous deux sur le sol national occupé, imitant en cela le geste du roi.
Pendant la guerre, certains des mouvements clandestins de résistance nouent des liens avec les milieux du palais, dont le général Tilkens, chef, avant la guerre, de la maison militaire du roi. Malgré la surveillance allemande, les contacts deviendront plus étroits avec le prince Charles, le roi restant en retrait, et, lorsque la famille royale est emmenée en déportation, au moment du débarquement allié en Normandie, Charles parvient à se cacher en Ardenne, à Sart-lez-Spa. Il sort de sa retraite lors de la Libération, en septembre 1944.
La question qui se pose est alors la suivante : puisque le roi est retenu en captivité par les forces allemandes, à qui confiera-t-on le pouvoir ?  Le roi est, en effet, partie intégrante du pouvoir exécutif, son seing est indispensable à côté de celui d'un ministre au moins pour qu'une loi soit promulguée. Et pour autant que le parlement ne s'y oppose pas. Pour remplacer le roi, absent pour cause de déportation, le nom du prince est sur toutes les lèvres. D'après le témoignage d'André de Staercke, Robert Goffinet doit insister pour qu'il accepte la Régence. Il devient donc chef de la Maison civile du prince régent, poste qu'il occupera jusqu'à sa mort, quelques mois plus tard, ayant son illustre maître à son chevet.
Robert Goffinet a été inhumé dans le cimetière de Brugelette (province de Hainaut). Célibataire sans enfant, ses biens sont divisés entre ses trois frères qui vendent l'immeuble familial de la rue de la Science. Les archives (qui y sont entreposées) sont emmenées au château d'Hyon (près de Mons), propriété de Louis Goffinet, seul frère à avoir une descendance. Il s'agit d'archives de la famille royale belge conservées par les Goffinet d'une part, et d'archives produites par les Goffinet dans le cadre de leurs fonctions au palais royal d'autre part. Ces archives sont déposées dans une cave du château d'Hyon qui est murée, et y resteront jusqu'au décès de la veuve de Louis en 1979. Elles ont ensuite été dispersées et vendues, avant d'être rachetées en partie par la Fondation Roi Baudouin en 1993.